# Naohiro Takahara
Pour les articles homonymes, voir Takahara.
 (mai 2025).
Si vous disposez d'ouvrages ou d'articles de référence ou si vous connaissez des sites web de qualité traitant du thème abordé ici, merci de compléter l'article en donnant les références utiles à sa vérifiabilité et en les liant à la section « Notes et références ».
Naohiro Takahara (高原 直泰, Takahara Naohiro), né le 4 juin 1979 à Mishima (Shizuoka), est un footballeur international japonais évoluant au poste d'attaquant.

## Biographie
Il participe à la coupe du monde de football 2006 avec le Japon. Takahara compte 57 sélections (23 buts) en équipe du Japon entre 2000 et 2008.

## Palmarès
- Vainqueur de la Coupe d'Asie des nations en 2000 avec le Japon
- Vainqueur de la Supercoupe d'Asie en 1999 avec Júbilo Iwata
- Vainqueur de la Ligue des Champions de l'AFC en 1999 avec Júbilo Iwata
- Finaliste de la Ligue des Champions de l'AFC en 2000 et 2001 avec Júbilo Iwata
- Champion du Japon en 1999 et 2002 avec Júbilo Iwata
- Vainqueur de la Supercoupe du Japon en 2000 avec Júbilo Iwata
- Vainqueur de la Coupe de la Ligue d'Allemagne de football en 2003 avec Hambourg
- Vainqueur de la Coupe Intertoto en 2005 avec Hambourg SV